# 橫光克彥
橫光克彥（日语：横光克彦、1943年11月4日—）是日本演員、政治家，曾任眾議院議員（7期）。本名武藤勝彦，出生名横光勝彦。

## 生平
1943年出生於台灣，後回到父親的故鄉大分縣宇佐市生活。大學畢業後曾在文學座研習，後進入劇團青俳。作為演員曾出演《中学生日記》、《特捜最前線》、《黑色皮革手冊》（武井咲版）等多部電視劇，以及《假面騎士1號》、《正宗哥吉拉》等電影。
1993年當選眾議院議員，其後先後加入日本社會黨、社會民主黨、民主黨等黨派，現屬於立憲民主黨，並先後任眾議院懲罰委員長、環境副大臣、眾議院環境委員長、眾議院沖繩北方問題特別委員長等職務。他曾在2012年的眾議院議員選舉中落選後宣布引退並回歸演員工作，但其後又參選2017年的眾議院議員選舉並在九州比例區當選。